# Саманта Мълдър
Саманта Ан Мълдър (на английски: Samantha Ann Mulder; родена на 21 ноември 1965 г.) е измислен герой, от телевизионния сериал Досиетата Х. Тя е сестра на агента от ФБР, Фокс Мълдър; нейни родители са Бил Мълдър и Тийна Мълдър.

## Персонаж
През ноември 1973 г., Саманта е отвлечена от извънземни, от дома си в Мартас Винярд, когато е 8-годишна. Фокс Мълдър, който е 12-годишен по това време, се отдава на дейността на живота си, свързана с извънземните, вследствие на този инцидент. Голяма част от сериала е посветена на усилията на Фокс Мълдър, да открие какво се е случило със сестра му.
Първата ѝ поява в сериала е по време на първи сезон, в епизода „Чудотворецът“. По време на разследването на мистериозната смърт на хора, лекувани от момче, което твърди, че изцелява болести със силата на вярата си, образът на Саманта се явява на Фокс на няколко места. Фокс вярва, че Саманта е плод на желанието му да види това, което поиска.
В епизодът „Малки зелени човечета“, бива представена сцената на самото отвличане на Саманта, в присъствието на брат си, Фокс, който бива спрян от сила, пречеща му да се притече на помощ на сестра си. В епизода „Колония“, Саманта е представена като възрастен. Тя твърди, че е загубила паметта си, вследствие на отвличането, и че е била осиновена от приемно семейство, но е започнала да възвръща паметта си, през последната година преди появата си. Но впоследствие персонажът бива определен като една от няколкото клонинга на Саманта, които биват избивани от извънземен ловец на глави.
В четвърти сезон, Джерамая Смит, отвежда Мълдър до селскостопанска ферма за пчели, разположена в щата Албърта. Там, той открива група от клонингите на Саманта, които не са по-възрастни от Саманта в деня на отвличането ѝ, малко след това мястото бива разрушено, а клонингите се предполага, че са убити от ловеца на глави.
В края на четвърти сезон, в епизода „Хартиени сърца“, Фокс Мълдър започва да се убеждава, че Саманта е била отвлечена и убита от Джон Рох. Той е сериен убиец, на когото Мълдър по-рано изготвя профил, вследствие на разкриването на убийството на тринадесет млади момичета. Почеркът му е да изрязва от дрехите на момичетата парче с формата на сърце. Мълдър намира едно от момичетата, като му остават още две до броят на изчезналите 16. Рох разкрива местоположението на едно от момичетата, но бива убит от Мълдър, вследствие, на което то не е открито. Рох манипулира Мълдър така, че той започва да вярва, че Саманта е от отвлечените момичета, вследствие на което Фокс го отвежда в къщата, и го прекарва през хода на събитията от нощта, в която Саманта изчезва. Мълдър го хваща в лъща, когато му разкрива, че са в друга къща.
През 1997 г., по време на пети сезон, Пушача представя Мълдър на жена, която тя самата и той твърдят, че е Саманта. Тя разказва на Фокс, че вече има свои деца, смятала е, че майка ѝ е умряла отдавна, и е смятала Пушача за свой баща. По време на срещата, тя напуска внезапно и повече не се появява. Според твърденията на източници, тя е била поредният клонинг.
Във филмът Досиетата Х, Фокс Мълдър споменава за Саманта. Докато седи в бара, той се напива и започва да води монолог с бармана, „Наричат ме Призрака. Призрака Мълдър, чиято сестра е отвлечена от извънземни, когато е бил малък, и сега преследва малките зелени човечета със значка и пистолет в ръка.“
Историята на Саманта бива разкрита в епизод от седми сезон. По време на епизода, Скъли гледа запис от 1989 г., в който Мълдър е подложен на регресивна хипноза, и друг агент на ФБР описва това, като начин по който Мълдър подхранва фантазиите си, че сестра му все още е жива. По-късно с помощта на медиум, Мълдър открива дневникът на Саманта, който тя започва да води през 1979, на 14-годишна възраст, докато живее в Калифорния, с Джефри Спендър. Саманта е била обект на голям брой тестове, в ръцете на Пушача. Неспособна да понася тестовете, Саманта бяга, след което бива приета в болница. Администраторът на болницата, казва на Мълдър за малкото момиче. Той също така, споменава за група хора (единият от които може да е Пушача) дошли в болницата, търсейки момичето, и разбрали, че тя е избягала от стаята, в която е била заключена. Разкрива се, че Саманта била отведена чрез „духовна намеса“ която предпазвала човешките души от страдание. В близките гори, Мълдър преживява видение, в което се съединява с духа на Саманта. След завръщането си, Скъли пита Мълдър, дали е добре, а той отговаря „Добре съм, вече съм свободен“, предполагайки, че той, както някои родители на отвлечени деца, е разбрал, че душата на Саманта е вече „на по-добро място“.
Едно от предположенията, е че Пушача, може да е баща на Мълдър и/или на Саманта, вследствие на близките ДНК проби с Джефри Спенсър.
Ролята на Саманта Мълдър, е изиграна от: Ванеса Мурли (като дете) и Мегън Лийч (като възрастна). Ролята в 7-и сезон е изпълнена от Мими Пейли.

## Противоречивост
Съществуват няколко противоречия, за това, кога е умряла Саманта, и дали въобще е умряла. В епизода „End Game“ извънземният ловец на глави, казва на Мълдър: „Тя е жива... можеш ли вече да умреш?“. Година по-късно, докато Мълдър е в безсъзнание, по време на ритуал на племето Навахо, Мълдър получава просветление, в което му се явява починалият му баща. Бил казва на Фокс, че където и да отиде, няма да намери Саманта. През 1999, Касандра Спендър, казва на Мълдър, че Саманта все още е жива. По време на седми сезон, епизод „Closure“, който е заснет през 2000 година, показва, че тя умира, докато е отвлечена през 1979. Излъченият на 19 март 2002 г. финален епизод „The Truth“, Джефри Спендър, свидетелства в процес на Мълдър, че Саманта е починала през 1987 г. Най-вероятно това не е грешка в сценария, а грешка, допусната по време на заснемане на филма.
Има две неточности в датата на раждане на Саманта, дори е допусната грешка в името ѝ. В първи сезон, Скъли разглежда досие Х, на името на Мълдър, Саманта Т. Като дата на раждане е посочен 22 януари 1964. В епизода „Кламер“, Мълдър и Скъли намират архив с досиета. Мълдър намира досието на Саманта, където е записана като Саманта Ан Мълдър с дата на раждане 21 ноември 1965 година.
Саманта е спомената още веднъж, във филма „Досиетата Х: Искам да вярвам“, където Мълдър разследва вероятно убийство на агент на ФБР. Мълдър изглежда е убеден в смъртта на сестра си, но държи нейна снимка на стената, заедно с няколко изрески от вестници, посветени на ФБР и извънземните.

## Явяване
Саманта Мълдър е показана в следните епизоди:
Сезон 1
- „Conduit“
- „Miracle Man“

Сезон 2
- „Little Green Men“
- „Colony“
- „End Game“

Сезон 4
- „Herrenvolk“
- „Paper Hearts“
- „Demons“

Сезон 5
- „Redux II“

Сезон 7
- „The Sixth Extinction II: Amor Fati“
- „Sein Und Zeit“
- „Closure“

Сезон 9
- „The Truth“